# مالی کوندیش
مالی کوندیش (انگلیسی: Maly Kundysh) یک رودخانه در استان ماری ال کشور روسیه است.